# 多林斯凱 (扎波羅熱區)

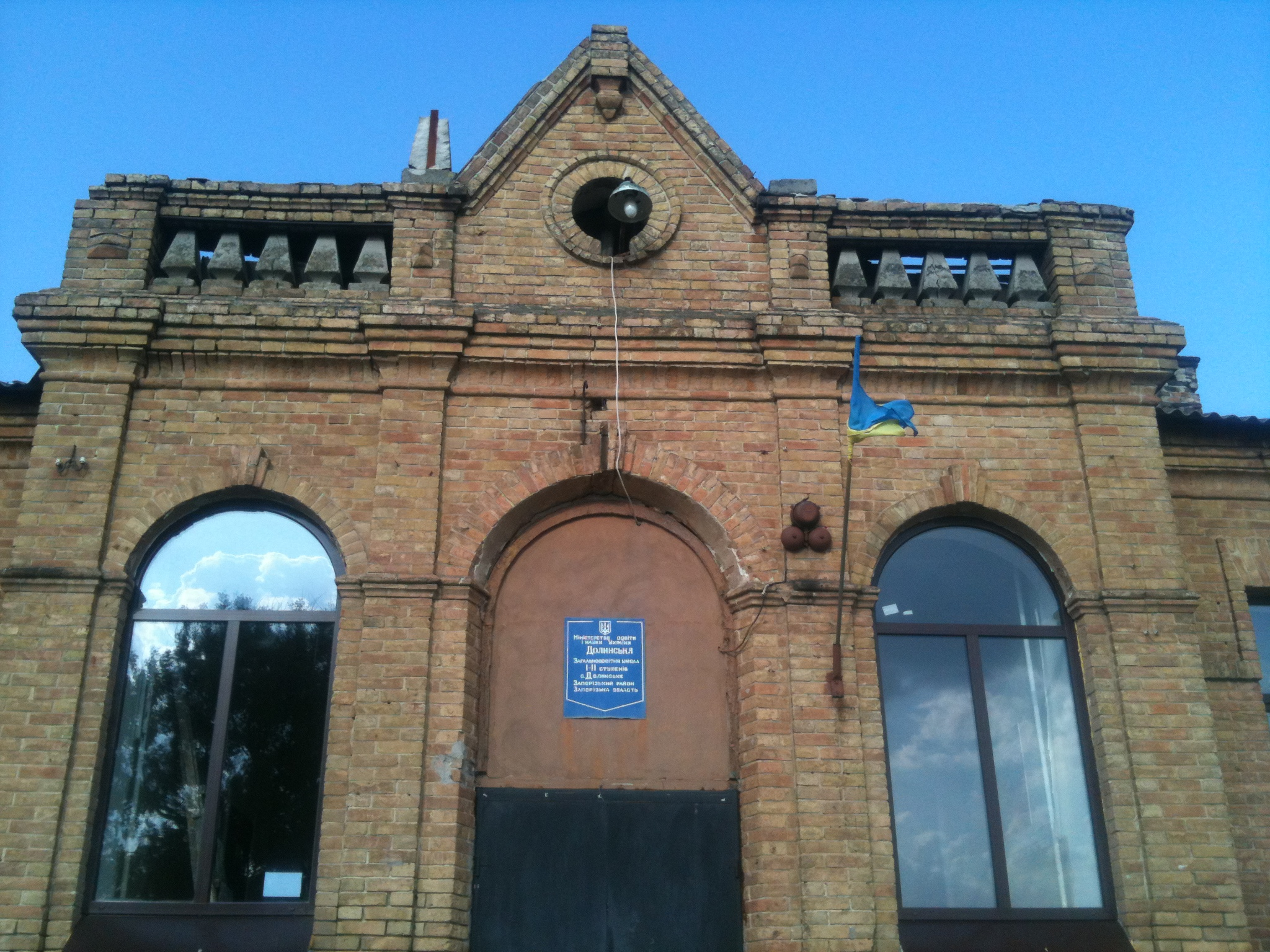
当地小学

多林斯凱（烏克蘭語：Долинське），是烏克蘭東南部扎波羅熱州扎波羅熱區多林斯凱市镇内村落及其行政中心。該村始建於1809年，面積2.98平方公里，海拔高度97米，2001年人口690，人口密度每平方公里23.2人。